# Ceratonereis longiceratophora
Ceratonereis longiceratophora är en ringmaskart som beskrevs av Hartmann-Schröder 1985. Ceratonereis longiceratophora ingår i släktet Ceratonereis och familjen Nereididae. Inga underarter finns listade i Catalogue of Life.